# 勞瑟穹丘
勞瑟穹丘（英語：Lawther Knoll），是南極洲的穹丘，位於南喬治亞群島的安年科夫島東部，海拔高度315米，由英國南極名稱諮詢委員會命名，由英國海外領土管轄。